# Pielgrzymy

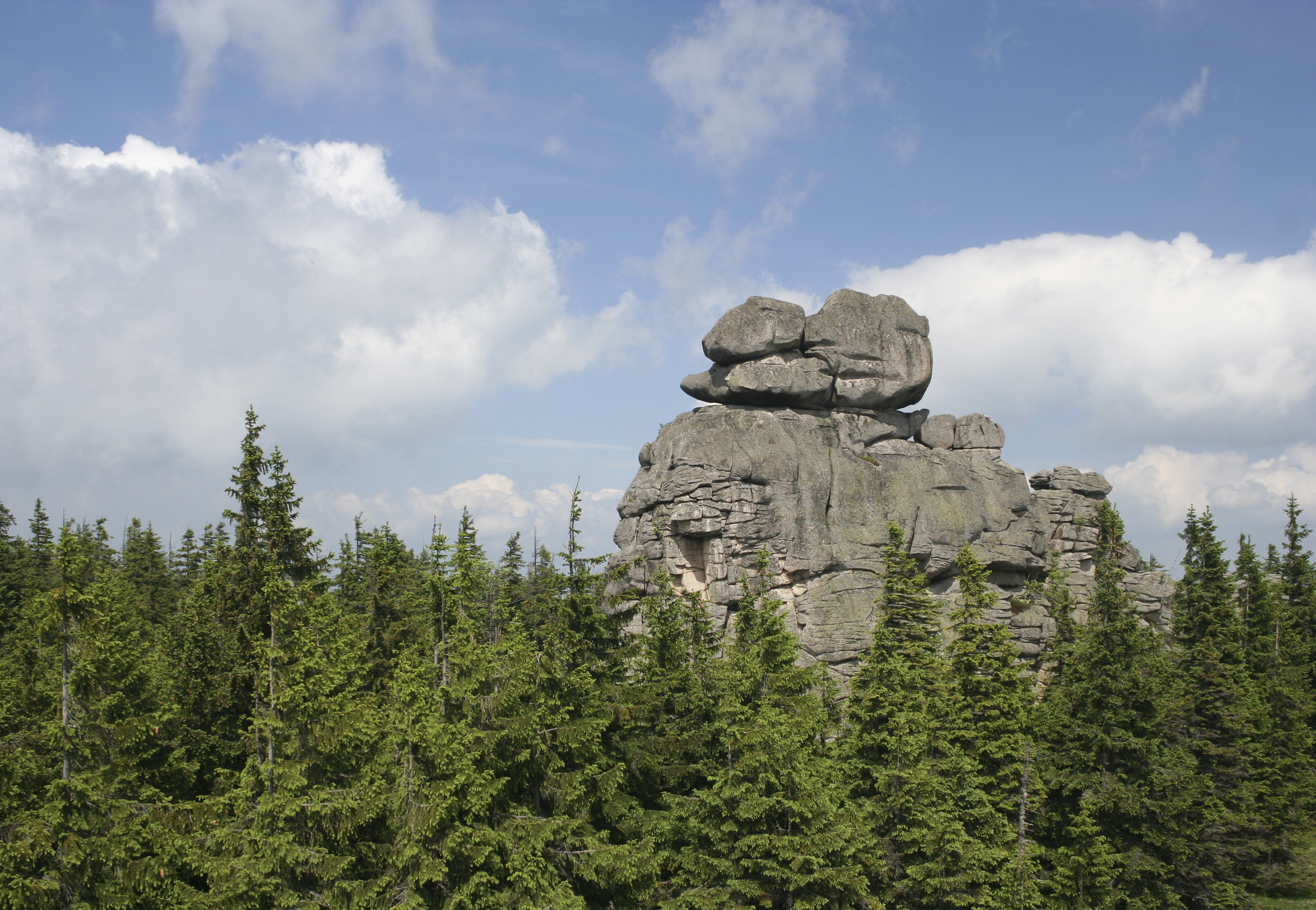
Jedna ze skał

Pielgrzymy (niem. Dreisteine, krótko po II wojnie światowej Zamczysko) – forma skał granitowych o wysokości dochodzącej do 25 m, zlokalizowana w Karkonoszach na terenie Karkonoskiego Parku Narodowego. 

## Położenie i opis
Pielgrzymy położone są we wschodniej części Śląskiego Grzbietu, na jego północno-wschodnim zboczu, na wysokości 1204 m n.p.m., na południe od Borowic.
Składają się z trzech potężnych grup skalnych, oraz kilku mniejszych i wielu pojedynczych bloków. Zbudowane są z granitu karkonoskiego w odmianie porfirowatej. W granicie widoczne są szliry biotytowe. Występują tu liczne spękania biegnące w trzech kierunkach (cios granitowy), kociołki wietrzeniowe, formy wietrzenia materacowego i inne zjawiska geologiczne i geomorfologiczne.
W 1757 część najwyższej ze skał została uszkodzona przez uderzenie pioruna.

## Szlaki turystyczne
Do Pielgrzymów można dojść od strony Świątyni Wang w Karpaczu przez Polanę (około 60 min). Od strony Przełęczy Karkonoskiej   zielonym szlakiem przez Kocioł Smogorni (około 70 min) lub od strony Słonecznika  żółtym szlakiem (około 20 minut).